# إشتفان هان
إشتفان هان (بالمجرية: Hahn István)‏ هو مؤرخ وحاخام مجري، ولد في 28 مارس 1913 في بودابست في المجر، وتوفي بنفس المكان في 26 يوليو 1984.